# 雪林佤族乡
雪林佤族乡（佤语：seih hlim，又名dāoh lang:1024），是中华人民共和国云南省普洱市澜沧拉祜族自治县下辖的一个民族乡。在瀾滄縣西北部，東連木戛、安康兩鄉，北與滄源自治縣岩帥鎮、黨甲鄉毗鄰，南與西盟自治縣中科鄉相連，西與緬甸佤邦勐冒縣昆馬區接壤。面積222平方公里，人口12012人，主體民族佤族佔96%。。

## 行政区划
雪林佤族乡下辖以下村级行政区划单位：
雪林村、芒登村、小芒令村、南盼村、左都村、大芒令村和永广村。